# Angélina Duplessix
Angélina Duplessix, née Angélina Bossard le 30 avril 1857 à Rennes où elle est morte le janvier 1909, est une écrivaine et conteuse.

## Biographie

### Contexte familial
Angélina Duplessix est une conteuse, née le 30 avril 1857 à Rennes, sous le nom de Angélina Bossard dans une famille de la haute société, bourgeois papetiers, propriétaires de moulins ou rentiers,.
Sa mère, Elina Aubrée (1835-1914), est propriétaire et son père, Ange Bossard (1829-1895), né à Vern-sur-Seiche, est fils de chirurgien. Son père construit sa fortune en important du bois précieux et grâce à celui nécessaire au développement du chemin de fer. Sculpteur et peintre à ses heures, il achète le château du Bois de la Roche à Néant-sur-Yvel dans lequel, il invite artistes et écrivains.
Angélina Duplessix se marie le jour de ses 21 ans, le 30 avril 1878, avec un jeune notaire qui fonde l’école notariale de Rennes et publie des livres sur le domaine public.
Elle a 4 enfants et meurt subitement en 1909, probablement de la tuberculose.

### L'origine d'une passion pour les contes et leur collecte
C’est une conteuse dans son foyer, pour ses enfants, ses petits-enfants, et quelques amis sans doute. « L'originalité de celle-ci, c’est que nous sommes habitués à ce que les collecteurs soient des hommes qui collectent auprès de personnes dites « du peuple » »,.
« Nous avons l’idée que les contes viennent du monde rural, ouvrier et que les « bourgeois » n’y apportaient guère d’intérêt ou uniquement pour que la nourrice calme les enfants ».

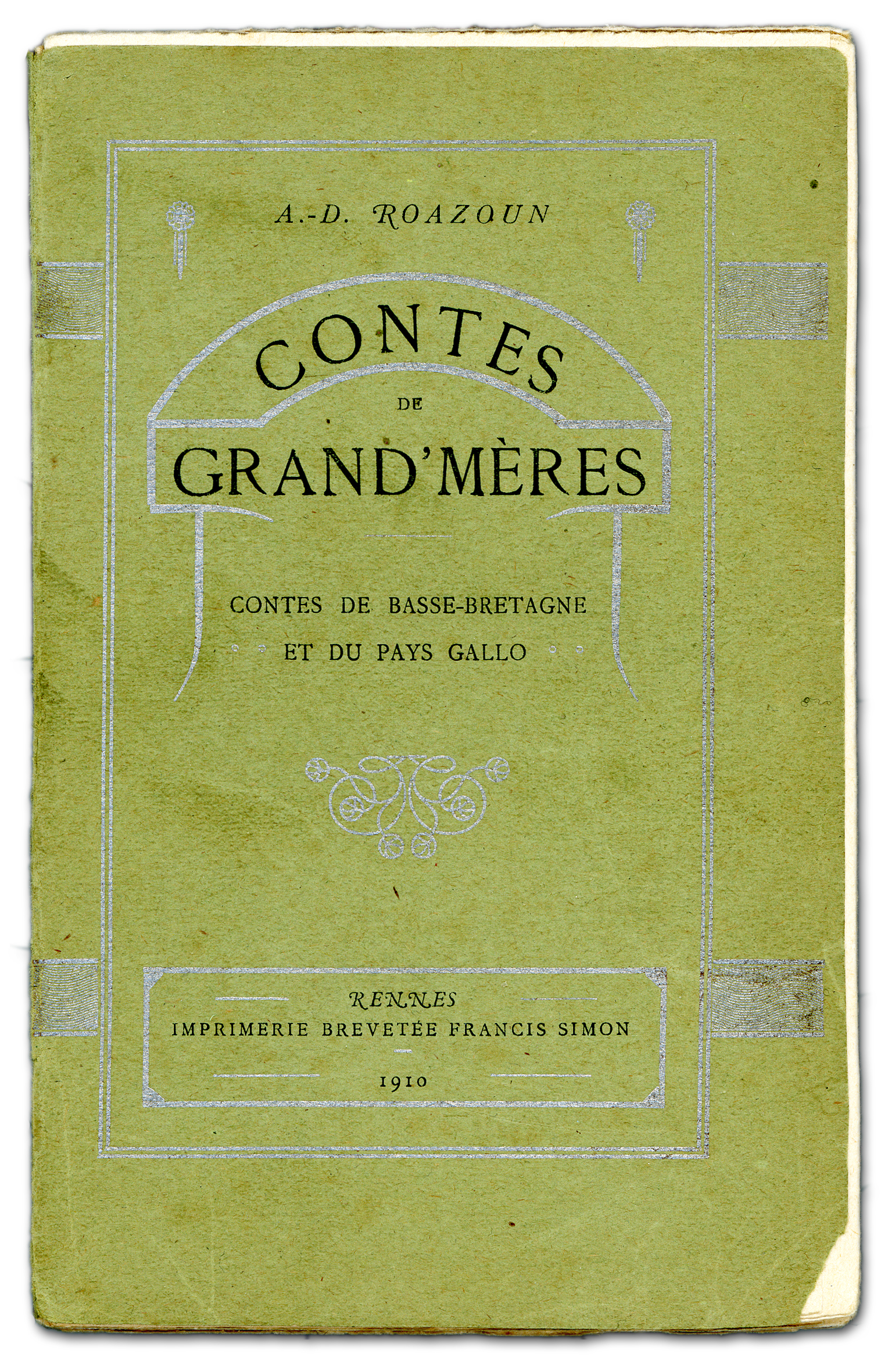
Livre de ses contes publié à titre posthume

## Le recueil de ses contes

### Un héritage
Angélina Duplessix est une femme qui conte et chante un répertoire qu’elle tient en partie de sa mère Elina Aubrée, mais surtout de sa grand-mère Angélina Le Vannier avec laquelle elle passe beaucoup de temps dans son enfance et son arrière-grand-mère Marie-Anne Durand, née en 1781,.
Les femmes de sa famille, selon ce que rapporte Angélina Duplessix, chantent et content tout le temps, en français et en gallo, un répertoire qui est le même que celui collecté dans les classes populaires, et parfois avec la même irrévérence pour les puissants. C’est dans les dix dernières années de sa vie qu’Angélina Duplessix commence à rassembler et transcrire cet héritage dans la mouvance des collectes faites par les folkloristes tels que Jean-Marie Luzel et Anatole Le Braz dont elle suit les conférences.

### Son œuvre
Elle publie avec les initiales : A.D. Ce sont peut-être ses échanges avec Anatole Le Braz qui l’ont incitée à éditer, au compte-goutte, un mois après l’autre, ses Contes de grand’mères.
Son décès, à 52 ans, laisse son œuvre inachevée. Elle vient au moment alors de faire paraître en janvier 1909, un troisième conte dans La Revue de Bretagne, après « Les 3 brins de Pimpenois » en septembre 1908 et « La Ratonne » en décembre 1908.

### Hommage posthume
Son époux, Emile Duplessix, décide de lui rendre hommage : Contes de Grand’mères, contes de Basse-Bretagne et du pays gallo, est édité à titre posthume en 1910 en très peu d’exemplaires et destinés aux proches, avec une préface élogieuse d’Anatole Le Braz. Là encore, son nom est « caché » sous le pseudonyme A.-D. Roazoun, ce qui ne facilite pas l’identification de l’autrice par la suite lorsque des passionnés de contes dénichent ce livre chez les bouquinistes.

Un autre trésor est conservé par la famille : Les Chansons de Grand’mères, un cahier soigneusement calligraphié et orné d’enluminures du peintre rennais Ernest Guérin qui contient 120 chansons avec leurs partitions.

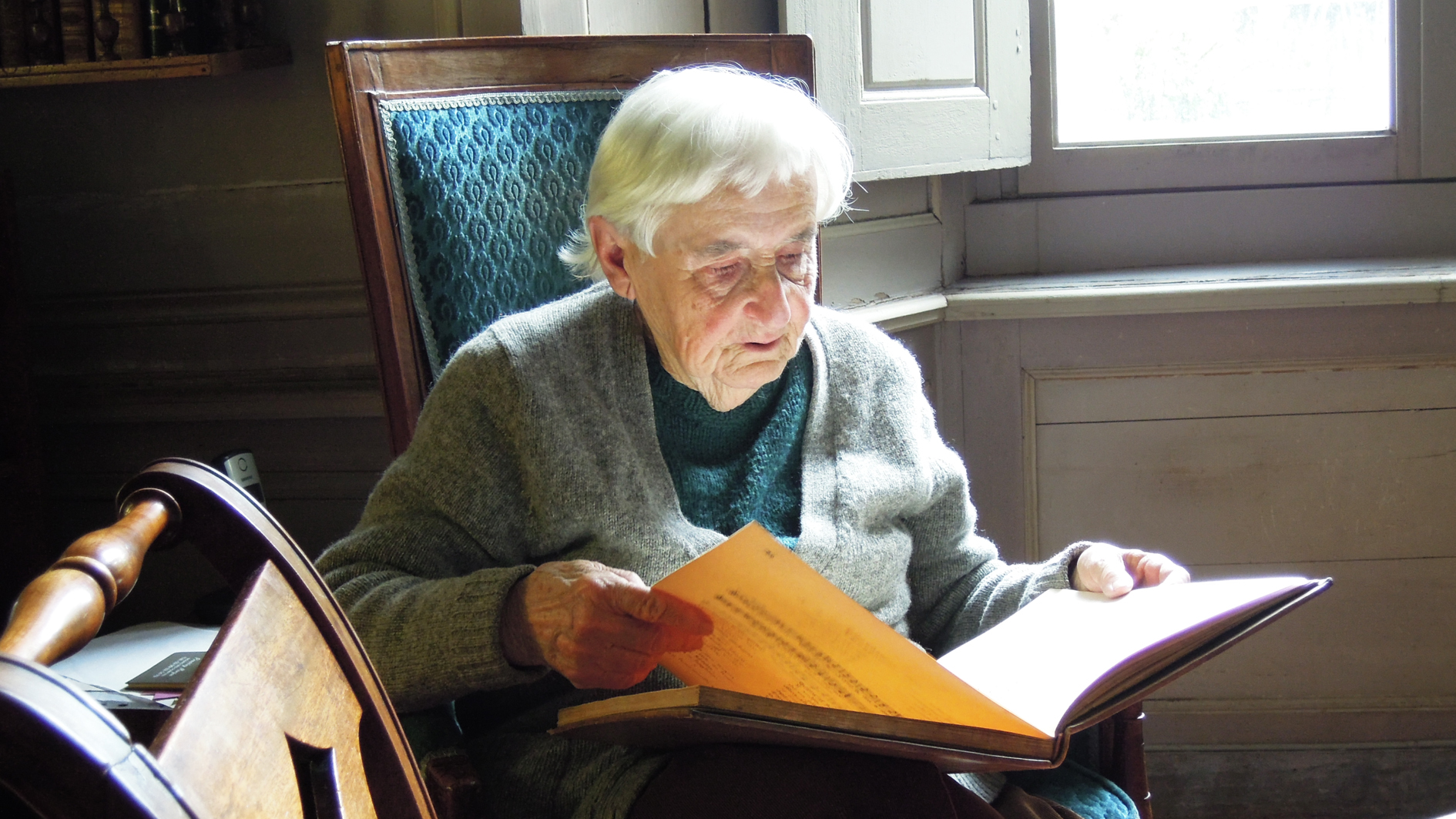
Colette Maulion

### Redécouverte de la conteuse
C’est Colette Maulion, arrière-petite-fille d’Angélina, qui prête ce manuscrit à l’exposition « Rennes en chansons » organisée au Musée de Bretagne en 2010.
À cette occasion, Vincent Morel et Charles Quimbert de l’association Dastum rencontrent la propriétaire de ce manuscrit, ce qui aboutit à la publication de toute l’œuvre d'Angélina Duplessix.
Dans ce 7ème recueil, la collection Patrimoine oral de Bretagne avec Dastum à La Bouèze (éditions PUR) présente à nouveau un ensemble de documents inédits ou introuvables : les chansons et contes d’Angélina Duplessix. Contes merveilleux, contes d’animaux, contes facétieux, complaintes, chansons à boire, comptines et autres chansons d’amour, la palette est riche et variée.

#### Famille Bossard
La famille Duplessix se situe politiquement du côté républicain. Ange Bossard est un des responsables de la loge maçonnique de Rennes, La Parfaite Union. Paul Maulion, le beau-fils d’Angélina et le grand-père de Colette Maulion est élu député radical en 1919, sénateur en 1933.

#### L’ouverture d’esprit et la critique sociale pouvait avoir voix au chapitre.
En 2010, lorsque Vincent Morel rencontre Colette Maulion venue prendre sa retraite en Bretagne après une carrière de directrice adjointe dans une grande banque à Paris, elle est encore porteuse à 80 ans de la tradition orale, elle chante et conte encore certains de ces récits. Une transmission qui court à travers sept générations de femmes.

## Œuvre littéraire
Elle a publié 20 contes et 120 chansons.
Au cours d'une veillée en 2016, organisée par Sevenadur et Dastum, Didier Auffray conte « Les trois pommes d'or », Pascal Renaudin « Jean l'Hébété » et trois chants sont entonnés par Renée Gautard, Gérard Damour et Vincent Morel.

### Les Contes

#### Reprises de contes traditionnels
De ses grand-mères Angélina Duplessix disait :
« Certains de leurs couplets sentaient bien un peu le fagot ; car, en dépit d'une très sincère piétée, elles avaient l'esprit large et ne croyaient pas manquer à la religion en riant des faiblesses de ministres dont l'infaillibilité n'était pas encore article de foi ».
Dans les contes, on rencontre nombre de moines et curés paillards dans la plus pure tradition des fabliaux, mais aussi des versions de contes connus comme : 
- « Jean de l’ourse »
- « Les 3 petites poulettes »
- « Les 3 pommes d'or »
- « Jean l’hébété »
- « Rigadol et les 3 fileuses »[10],[11],[12]

Le mardi 1er mars 2016, Gilles Cotonnec et Jean-Pierre Mathias « duo contant » improvisent une nouvelle version du conte exprimé six ans auparavant, le 1er février 2010 avec des élèves de collège... visible en trois séquences vidéo (« Rigagol et les 3 fileuses »)  

#### Des contes de sa composition
D’autres plus originaux comme « Le marquis de Chapolorys » sont tirés du recueil « Chansons et contes de Haute-Bretagne » d'Angélina Duplessix. Celui-ci est joué par la comédienne Mariana Blanc Moya, la musicienne Klervi Piel, à la vidéo et au son Simon Hanot.
Un autre conte notable est « Le château suspendu en l'air par 4 chaînes d'or ».

### Les Chansons
Côté chansons : 

Menterie en chanson

- Marion va-t’au moulin est une histoire très ancienne, celle de la femme qui trompe son mari en laissant son âne à la porte, âne dévoré par le loup ; l’amant donne à la femme de quoi racheter un âne, le mari s’aperçoit que ce n’est pas le même et la femme : « Ne sais-tu pas, mon grand nigaud/Que les ânes changent de peau », ce dont le cocu se contente, évidement.

- Ou encore : « Le marché d’hommes »[14].

Chanteuse Emmanuelle Bouthillier. Version recomposée à partir d’une chanson (le marché d’hommes) recueillie par Angélina Duplessix de Rennes (35) et d’une chanson (le petit mari) recueillie auprès d’Eugénie Duval de Mézières-sur-Couesnon (35).
Anatole Braz dit à ce propos : « Ces contes vous avaient été légués par des générations dont vous aimiez à y retrouver l'accent. Ils étaient une part, et la meilleure, et la plus douce, de votre héritage, de votre passé. Les beaux songes de votre enfance se revivaient en eux et reliaient comme par une chaîne d'or votre âme à celle de vos ancêtres. Vous avez voulu qu’ils la reliassent de même à celle de vos descendants et vous les avez contés comme s’ils vous avaient été contés, simplement, fidèlement, religieusement. Mais nous qui les lisons aujourd'hui, nous y sentons blêmir quelque chose qui n'y était pas avant et qu'il était en votre seul pouvoir d’y mettre : Vous les avez faits vôtres, uniquement vôtres. Vous les avez animés de votre sensibilité, de votre imagination, de votre style. Vous ne les avez pas contés seulement, vous les avez vécus. Et désormais pour ceux qui vous connurent, vous vivez en eux bellement. Car, de respirer dans une œuvre le parfum d'une âme, c'est cela qui est la beauté ».